# Championnat d'Italie féminin de football 2019-2020
Navigation
Édition précédente Édition suivante
Le Championnat d'Italie féminin de football 2019-2020 ou en italien Serie A Femminile 2019-2020 est la cinquante-troisième saison du championnat. La Juventus vainqueur des deux saisons précédentes remet son titre en jeu.
Le 9 mars 2020, le gouvernement italien suspend le championnat jusqu'au 3 avril 2020 en raison de la pandémie de Covid-19 en Italie. La saison est finalement arrêtée de manière définitive le 8 juin 2020. Le 25 juin, la FIGC annonce le sacre de la Juventus.

## Participantes
Deux clubs accèdent à la Serie A : Empoli et Inter Milan. Ils remplacent Pink Sport Time Bari et Orobica qui ayant terminé aux deux dernières places de la saison 2018-2019 descendent en Serie B.
L'inter-saison est très mouvementée avec des changements de nom et des renonciations qui bouleversent la liste des équipes participantes.
- L'A.S.D.D. Sassuolo C.F. vend sa licence sportive pour participer au championnat de Serie A à l'US Sassuolo Calcio, elle en devient donc de fait sa section féminine.
- CF Florentia SSD change son nom en Florentia San Gimignano SSD et transfère son siège de Florence à San Gimignano.
- À la suite du désengagement de l'Atalanta Bergamasca Calcio, A.S.D. Mozzanica a annoncé son retrait du championnat de Serie A.
- Le Chievo Vérone se désengage également, ChievoVerona Valpo annonce son retrait du championnat[5].
- De ce fait, les deux clubs relégués au terme de la saison précédente, Pink Sport Time Bari et Orobica sont donc repêchés et reprennent leur place en première division.

- Légende des couleurs

- Ligue des champions 2018-2019.
- Promu.

| Club                    | Localisation  | Stade                      | Classement 2018-2019 |
| ----------------------- | ------------- | -------------------------- | -------------------- |
| Juventus FC             | Turin         | Juventus Center            | 1re                  |
| Fiorentina              | Florence      | Stadio comunale Gino Bozzi | 2e                   |
| AC Milan                | Milan         | Centro Sportivo Vismara    | 3e                   |
| AS Rome                 | Rome          | Stadio Tre Fontane         | 4e                   |
| Sassuolo Femminile      | Sassuolo      | Stadio Enzo Ricci          | 5e                   |
| Florentia San Gimignano | San Gimignano | Stadio Santa Lucia         | 7e                   |
| UPC Tavagnacco          | Tavagnacco    | Stadio Comunale            | 8e                   |
| Hellas Vérone Women     | Vérone        | Stadio Aldo Olivieri       | 10e                  |
| Pink Sport Time         | Bari          | Stadio Antonio Antonucci   | 11e                  |
| Orobica Bergame         | Bergame       |                            | 12e                  |
| Inter Milan             | Milan         | Stadio Felice Chinetti     | 1re D2               |
| Empoli                  | Empoli        | Centro sportivo Monteboro  | 2e D2                |

## Compétition

### Classement
En cas d'égalité de points pour la première place, la Ligue des champions ou pour la relégation, un match d'appui est disputé.
| Rang | Équipe                  | Pts | J  | G  | N | P  | Bp | Bc | Diff |
| ---- | ----------------------- | --- | -- | -- | - | -- | -- | -- | ---- |
| 1    | Juventus T              | 44  | 16 | 14 | 2 | 0  | 48 | 10 | +38  |
| 2    | Fiorentina              | 35  | 15 | 11 | 2 | 2  | 40 | 15 | +25  |
| 3    | AC Milan                | 35  | 15 | 11 | 2 | 2  | 35 | 15 | +20  |
| 4    | AS Rome                 | 34  | 16 | 11 | 1 | 4  | 41 | 17 | +24  |
| 5    | Florentia San Giminiano | 24  | 16 | 7  | 3 | 6  | 24 | 26 | -2   |
| 6    | Sassuolo Femminile      | 23  | 16 | 7  | 2 | 7  | 29 | 19 | +10  |
| 7    | Inter Milan P           | 19  | 16 | 5  | 4 | 7  | 20 | 27 | -7   |
| 8    | Empoli P                | 19  | 16 | 5  | 4 | 7  | 22 | 24 | -2   |
| 9    | Hellas Verone Women     | 12  | 16 | 3  | 3 | 10 | 16 | 39 | -23  |
| 10   | Pink Sport Bari         | 11  | 16 | 1  | 8 | 7  | 17 | 32 | -15  |
| 11   | UPC Tavagnacco          | 10  | 16 | 2  | 4 | 10 | 9  | 32 | -23  |
| 12   | Orobica Bergame         | 1   | 16 | 0  | 1 | 15 | 6  | 51 | -45  |

| Légende : Qualifications et relégations | Légende : Qualifications et relégations                                                                                     |
| --------------------------------------- | --- |
|                                         | Qualification pour la Ligue des champions féminine de l'UEFA 2020-2021                                                      |
|                                         | Barrages de relégation |
|                                         | Relégation en deuxième division                                                                                             |
|                                         | T : Tenant du titre P : Promu C : Vainqueur de la Coupe d'Italie 2019-2020 CL : Vainqueur de la Coupe de la Ligue 2019-2020 |

## Bilan de la saison
| Championnat d'Italie féminin de football 2019-2020 |                                   |
| Champion                                           | Juventus Football Club (3e titre) |
| Dauphin                                            | Fiorentina                        |
| Coupes et trophées                                 |                                   |
| Vainqueur de la Coupe d'Italie 2019-2020           | Compétition annulée               |
| Qualifications continentales                       |                                   |
| Ligue des champions féminine de l'UEFA 2020-2021   | Juventus Football Club            |
| Ligue des champions féminine de l'UEFA 2020-2021   | Fiorentina                        |
| Promotions et relégations                          |                                   |
| Promus en Serie A                                  | Napoli Calcio Femminile           |
| Promus en Serie A                                  | San Marino Academy                |
| Relégués en Serie B                                | UPC Tavagnacco                    |
| Relégués en Serie B                                | Orobica Bergame                   |